# Sex-shop
Un sex-shop és un establiment on es venen revistes i pel·lícules pornogràfiques, llenceria eròtica, joguines sexuals, productes per a practicar el sexe segur (com els condons) i altres articles relacionats amb el sexe.
En la majoria de les jurisdiccions que permeten aquest tipus d'establiments, la llei només autoritza l'accés als majors d'edat. La majoria d'edat depèn de les lleis locals, però en general sol ser a partir dels 18 o 21 anys. A l'estat espanyol, el primer local va obrir l'any 1978, al barri del Raval de Barcelona.
En ens últims anys han ampliat l'oferta per tal d'adequar-se a l'augment de la clientela femenina i de competir amb el que s'anomena "pornografia 'online'", oferint sessions de tupper sex, xerrades amb estrelles del porno, etc.

## Tipus desex-shops

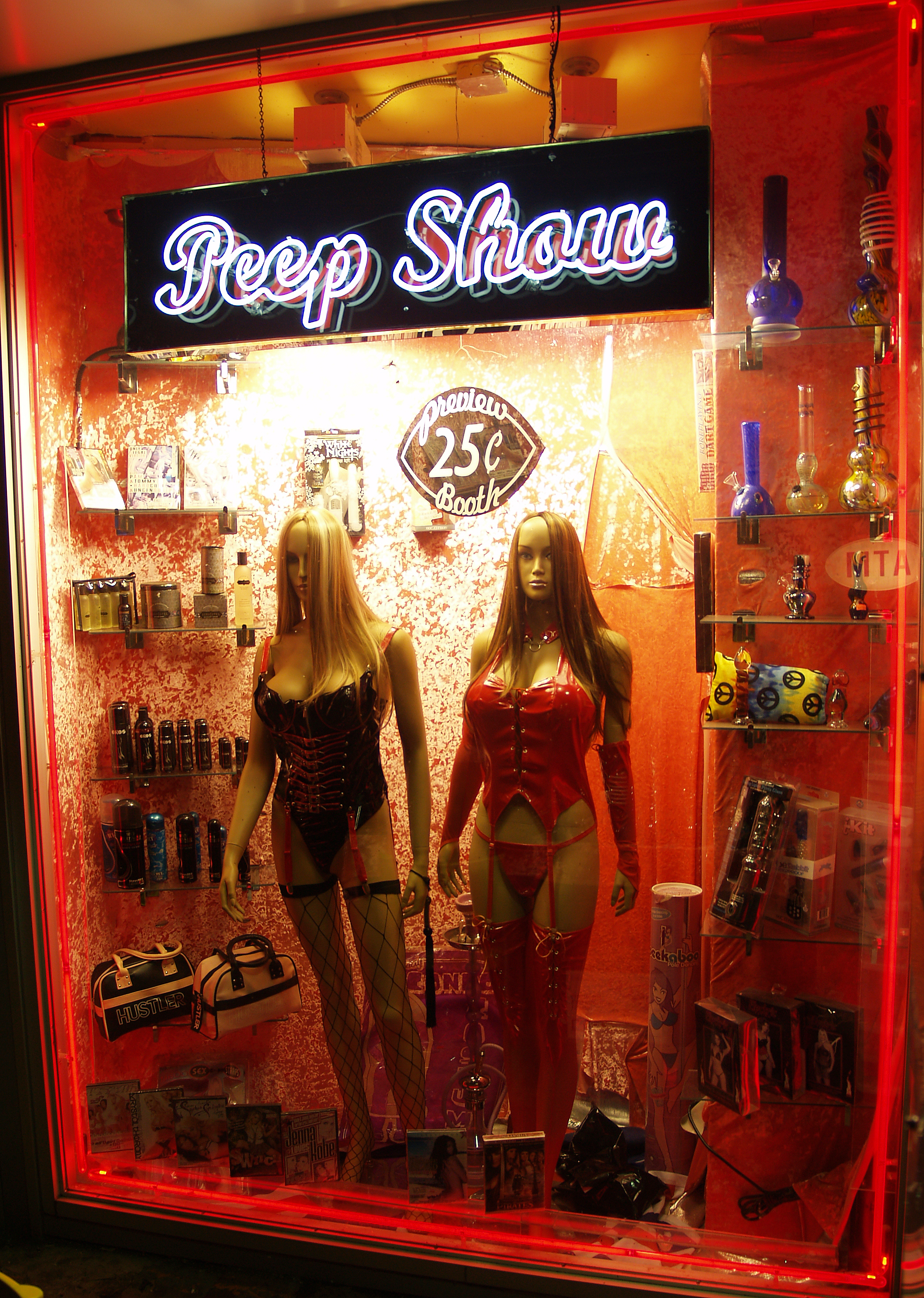
Aparador d'un sex-shop

Alguns sex-shops no són només botigues, sinó centres d'entreteniment que ofereixen espectacles, com projeccions de cinema porno, sessions de striptease en directe i peep shows, que són actuacions dissenyades per a la gent que gaudeix del voyeurisme.
També hi ha un altre tipus de sex-shops, principalment al Canadà i als Estats Units, que a més de vendre productes relacionats amb el sexe, ofereixen tallers d'educació sexual impartits per sexòlegs professionals.
Sense oblidar els sex-shops en línia, que ofereixen amplis catàlegs de productes i la comoditat del client de romandre en l'anonimat. També la variant de la botiga de joguines eròtiques, similar al sex-shop, però més allunyat de la pornografia i orientat a la parella.